# Return to the Valley of the Go-Go's
Return to the Valley of the Go-Go's è la seconda raccolta di successi del gruppo femminile pop rock/new wave statunitense delle Go-Go's. La raccolta è uscita in versione doppio CD in USA e versione singolo CD in Europa

## Tracce

### Versione CD singolo
1. Living at the Canterbury/Party Pose – 4:30 (Wiedlin ("Living at the Canterbury")/Caffey, Wiedlin ("Party Pose"))
2. Fashion Seekers – 3:08 (Caffey, Fleury)
3. He's So Strange – 4:11 (Caffey, Phillips, Custis, Wiedlin)
4. London Boys – 2:39 (Wiedlin, Bolles)
5. Beatnik Beach – 2:43 (Caffey, Carlisle)
6. Cool Jerk – 2:31 (Storball)
7. We Got the Beat (Remix) – 2:31 (Caffey)
8. Our Lips Are Sealed – 2:45 (Wiedlin, Hall)
9. Surfing and Spying – 1:57 (Caffey)
10. Vacation – 2:58 (Valentine, Caffey, Wiedlin)
11. Speeding – 2:07 (Caffey, Wiedlin)
12. Good for Gone – 2:55 (Schock, Valentine)
13. Head over Heels – 3:37 (Caffey, Valentine)
14. Can't Stop the World – 3:23 (Valentine)
15. Mercenary – 4:33 (Wiedlin, Valentine, Caffey)
16. Good Girl – 3:36 (Caffey, Wiedlin)
17. Beautiful – 3:59 (Schock, Caffey)
18. The Whole World Lost Its Head – 2:56 (Valentine, Wiedlin)

### Versione doppio CD
CD 1
1. Living at the Canterbury/Party Pose – 4:30 (Wiedlin ("Living at the Canterbury")/Caffey, Wiedlin ("Party Pose"))
2. Screaming – 2:10 (Caffey, Wiedlin)
3. Johnny Are You Queer? – 2:06 (Bobby Paine, Larson Paine)
4. Fun with Ropes – 2:12 (Wiedlin)
5. Fashion Seekers – 3:08 (Caffey, Fleury)
6. Blades – 2:34 (Wiedlin, Carlisle, Olivarria)
7. He's So Strange – 4:11 (Caffey, Phillips, Custis, Wiedlin)
8. London Boys – 2:39 (Wiedlin, Bolles)
9. Let's Have a Party – 1:31 (Robinson)
10. Beatnik Beach – 2:43 (Caffey, Carlisle)
11. (Remember) Walking in the Sand – 3:06 (Morton)
12. Lust to Love – 3:27 (Caffey, Wiedlin)
13. How Much More – 3:00 (Caffey, Wiedlin)
14. Cool Jerk – 2:31 (Storball)
15. We Got the Beat – 2:31 (Caffey)
16. Skidmarks on My Heart – 3:05 (Caffey, Carlisle)
17. This Town – 3:18 (Caffey, Wiedlin)
18. Our Lips Are Sealed – 2:45 (Wiedlin, Hall)

CD 2
1. Surfing and Spying – 1:57 (Caffey)
2. Vacation – 2:58 (Valentine, Caffey, Wiedlin)
3. Speeding – 2:07 (Caffey, Wiedlin)
4. Get Up and Go – 3:17 (Caffey, Wiedlin)
5. It's Everything but Party Time – 3:20 (Wiedlin, Schock)
6. Beneath the Blue Sky – 3:03 (Valentine, Wiedlin)
7. Good for Gone – 2:55 (Schock, Valentine)
8. Head over Heels – 3:37 (Caffey, Valentine)
9. Turn to You – 3:50 (Caffey, Wiedlin)
10. Yes or No – 3:36 (Wiedlin, Mael, Mael)
11. I'm with You – 3:37 (Schock, Wiedlin)
12. We Don't Get Along – 2:41 (Valentine)
13. Can't Stop the World – 3:23 (Valentine)
14. I'm the Only One – 3:26 (Valentine, Harvey, Carter)
15. Mercenary – 4:33 (Wiedlin, Valentine, Caffey)
16. Good Girl – 3:36 (Caffey, Wiedlin)
17. Beautiful – 3:59 (Schock, Caffey)
18. The Whole World Lost Its Head – 2:56 (Valentine, Wiedlin)